# Ви знаєте, як липа шелестить?
«Ви знаєте, як липа шелестить?» — вірш українського поета Павла Тичини.

## Характеристика
Складається з двох шестивіршових строф з перехресним та суміжним римуваннями. Віршовий розмір — тристопний анапест.
Композиційно ділиться на дві частини, кожна з яких починається риторичним питанням.
Звукова гама досягається за допомогою алітерацій та асонансів.
Використано прийом художнього паралелізму, коли у творі паралельно один одному проходять зображення двох світів — природи та людини.
Ліричний герой вірша — це закоханий юнак, який звертається з риторичними запитаннями до уявних опонентів. Через сприйняття закоханого зображено поетичну атмосферу української ночі.

## Історія
Вірш написано 1911 року. Вперше надруковано 1912 року в журналі «Літературно-науковий вістник». У 1918 вірш увійшов до збірки «Сонячні кларнети».